# Enemy of the Music Business
| Recensione | Giudizio |
| ---------- | -------- |
| AllMusic   |          |

Enemy of the Music Business è il nono album in studio del gruppo britannico dei Napalm Death, pubblicato il 25 settembre 2000.
Si tratta del primo disco della band a non uscire per la Earache Records: venne infatti pubblicato dalla Spitfire Records. Questo disco, insieme a Words from the Exit Wound, è l'unico del gruppo ad essere uscito solo in versione CD.

## Tracce
1. Taste the Poison – 1:49
2. Next on the List – 3:36
3. Constitutional Hell – 2:36
4. Vermin – 2:17
5. Volume of Neglect – 3:20
6. Thanks for Nothing – 2:44
7. Can't Play, Won't Pay – 3:25
8. Blunt Against the Cutting Edge – 3:03
9. Cure for the Common Complaint – 2:43
10. Necessary Evil – 2:56
11. C.S. (Conservative Shithead), Pt. 2 – 2:18
12. Mechanics of Deceit – 3:21
13. (The Public Gets) What the Public Doesn't Want – 3:14
14. Fracture in the Equation – 11:09

## Formazione
- Mark "Barney" Greenway - voce
- Shane Embury - basso
- Mitch Harris - chitarra, voce
- Jesse Pintado - chitarra
- Danny Herrera - batteria